# Škoda Skopak
Škoda Skopak – model użytkowego samochodu terenowego skonstruowany i montowany w Pakistanie na bazie czechosłowackiej Škoda Octavii Combi w latach 1968–1971.

## Historia
Pakistańska firma Haron Industries LTD z siedzibą w Karaczi była głównym importerem samochodów Škoda (m.in. Škoda 1000 MB i Škoda 110) oraz traktorów Zetor. W roku 1968 rozpoczęła produkcję lekkiego użytkowego samochodu terenowego o nazwie Skopak (nazywanego także Pakistan). Pojazd miał podwozie Škoda Octavii Combi i skonstruowane przez pakistańskich inżynierów nadwozie wykonane z tworzyw sztucznych. Do napędu pojazdu wykorzystano 4-cylindrowy silnik benzynowy o pojemności skokowej 1221 cm³ i mocy 47 KM. Silnik zblokowany został z 4-biegową manualną skrzynią biegów. Montaż samochodów zakończono w roku 1971, po zaprzestaniu dostaw czechosłowackich komponentów.